# Triclistus upembaensis
Triclistus upembaensis är en stekelart som beskrevs av Pierre L. G. Benoit 1965. Triclistus upembaensis ingår i släktet Triclistus och familjen brokparasitsteklar. Inga underarter finns listade i Catalogue of Life.